# Церковь Захарии и Елизаветы (Тобольск)
Храм Воскресения Христова (це́рковь Заха́рии и Елизаве́ты) — православный храм в городе Тобольске, возведённый в 1758—1776 годах. Памятник сибирского барокко.
Главный престол освящён в честь Воскресения Христова, приделы — во имя Захарии и Елисаветы (нижний южный), во имя Димитрия Ростовского (нижний северный), в честь Вознесения Господня (главный верхний), в честь Происхождения честных древ Животворящего Креста Господня (верхний южный), в честь Тихвинской и Скорбящей икон Божией Матери (верхний северный).

## Описание
Церковь строилась в период с 1758 по 1776 год каменных дел мастером Андреем Городничевым по проекту, присланному из Санкт-Петербурга. Главы собора были позолочены «через огонь» на средства тобольского купца Неволина. В церкви было 6 престолов. К приходу относились 1670 дворов и 6 деревень в левобережье.
В планировочной структуре нижнего города церковь занимала главенствующее место. Расположенная на Базарной площади, она вместе с Богородицкой церковью и другими зданиями формировала торгово-административный центр города Тобольска. По своему объёмно-планировочному построению, декоративной пластике фасадов церковь не имеет себе равной в культовых постройках города. Также, как и Воскресенская церковь в Томске, построена в редком стиле сибирского барокко.
Огромная двухэтажная церковь с торжественной монументальной композицией и богатым разнообразным декором принадлежит к лучшим образцам «сибирского барокко». Все её объёмы — крупный четверик с пятигранной апсидой, два придела с полукруглыми апсидами, двухэтажный притвор с палатами — слиты воедино, образуя плотный, весомый монолит. Впечатлению слитности способствуют срезанные верхние углы четверика, украшенные пышными картушами с круглыми люнетами. Благодаря этому четверик органично, скульптурно переходит в сложное купольное завершение.
Два сферических свода, поставленные один на другой, образуют высокий ступенчатый купол храма, несущий световой барабан с главкой. Постаменты угловых глав трактованы наподобие декоративных фиал. Динамичная пластика венчающих форм, круглые окна, прорезающие фронтоны-картуши, наличники с характерными «рваными» очельями, тройные декоративные кронштейны над пилястрами первого этажа, многопрофилированные карнизы создают сложный декоративный образ. Этот эффект усиливают дважды раскрепованные (уступами) межоконные и угловые пилястры, сглаживающие прямые углы.
Летняя церковь отличается высотой и взлетом своего пространства, обилием света, выразительной пластикой свода, раскрытого люкарнами. Иконостасы, утварь утрачены.

## Галерея

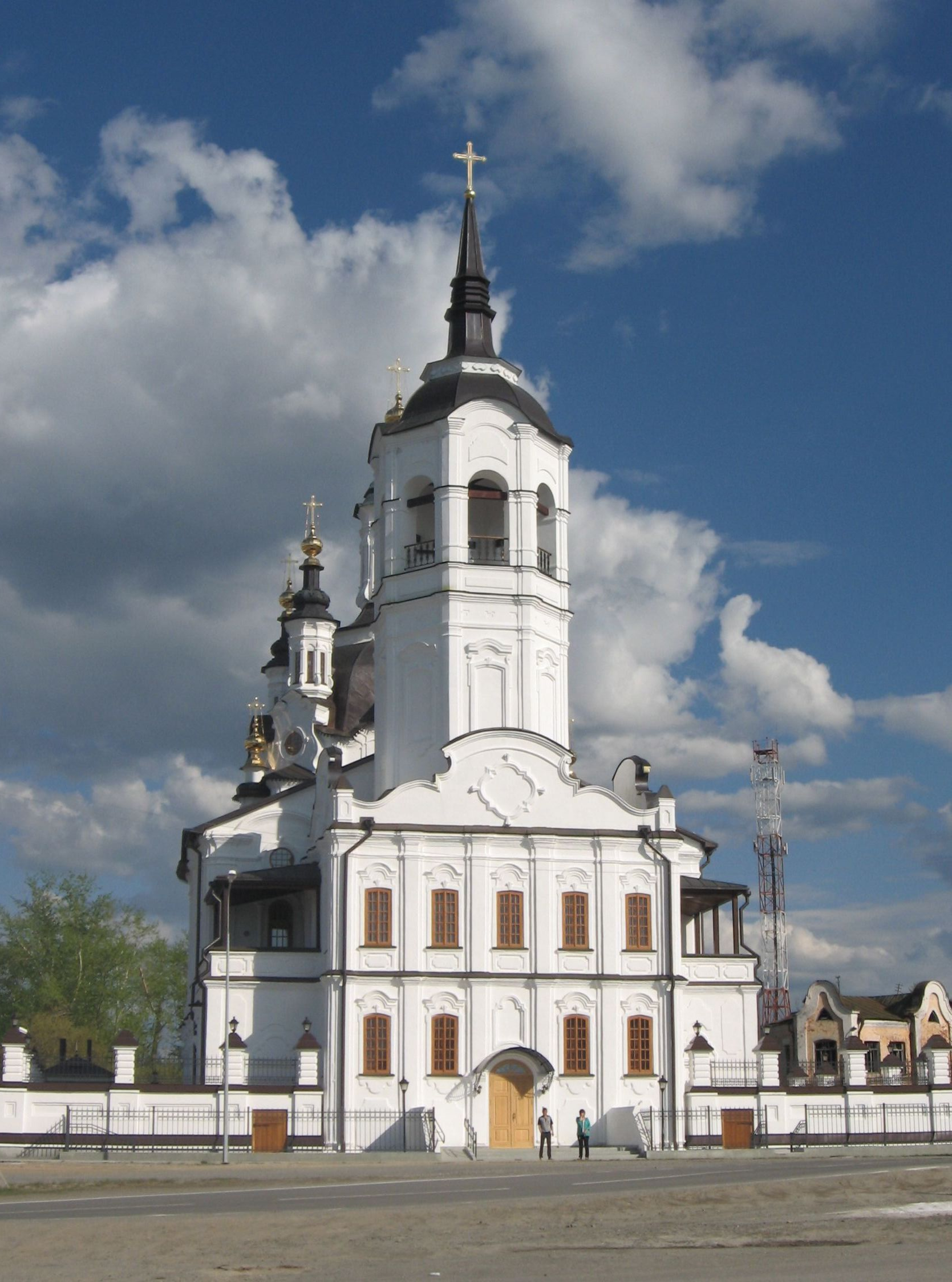
Главный фасад церкви
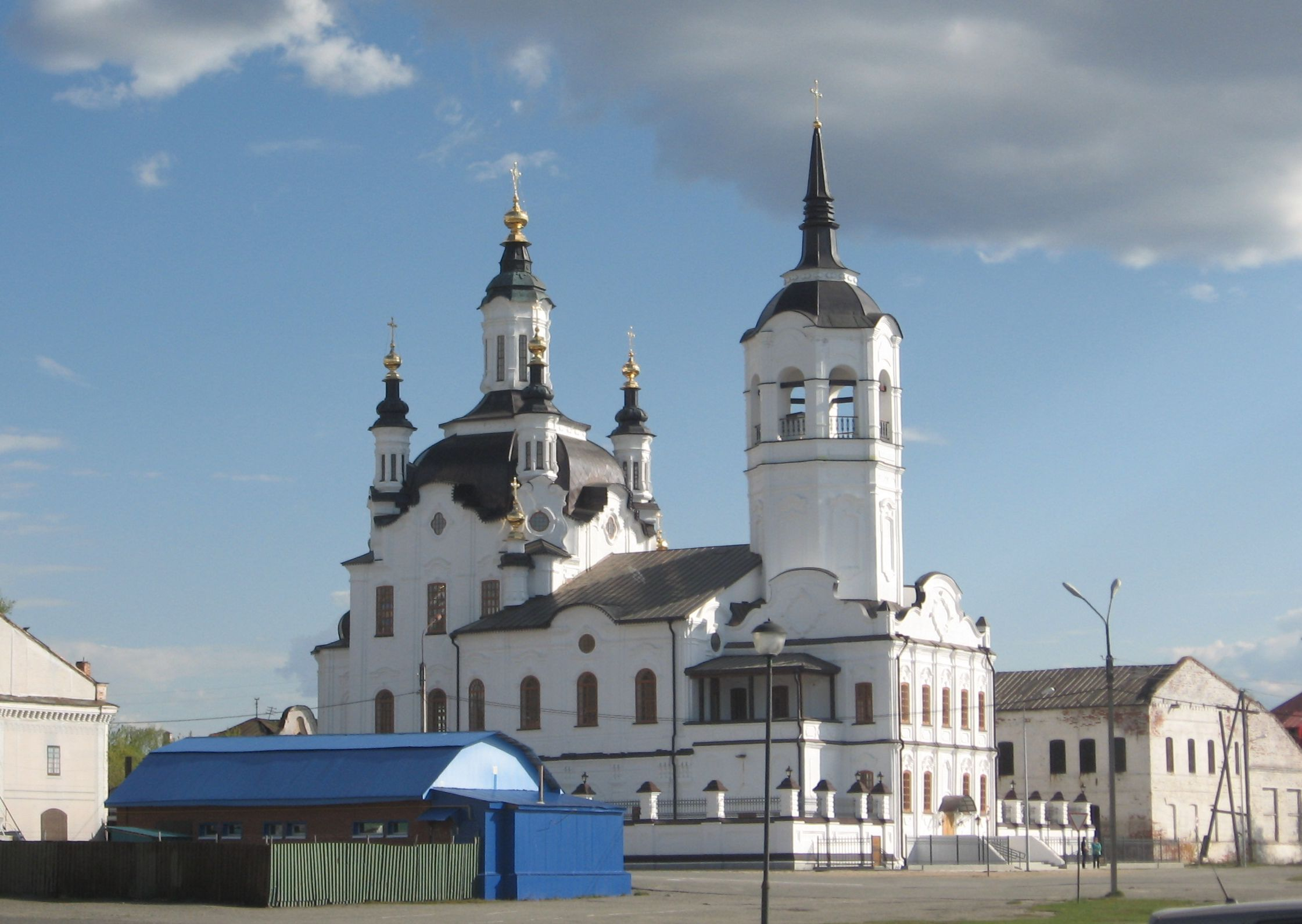
Вид церкви со стороны пристани
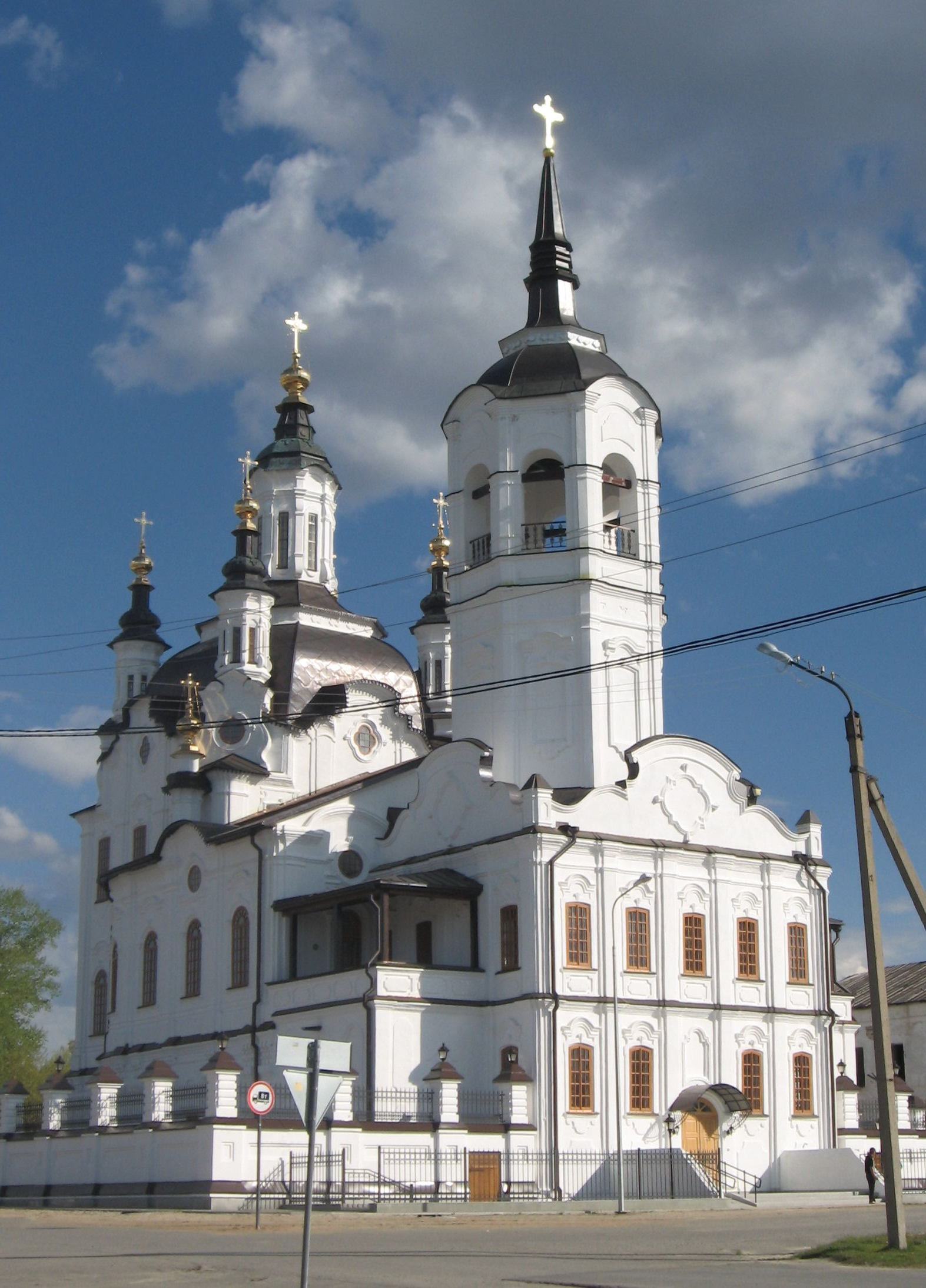
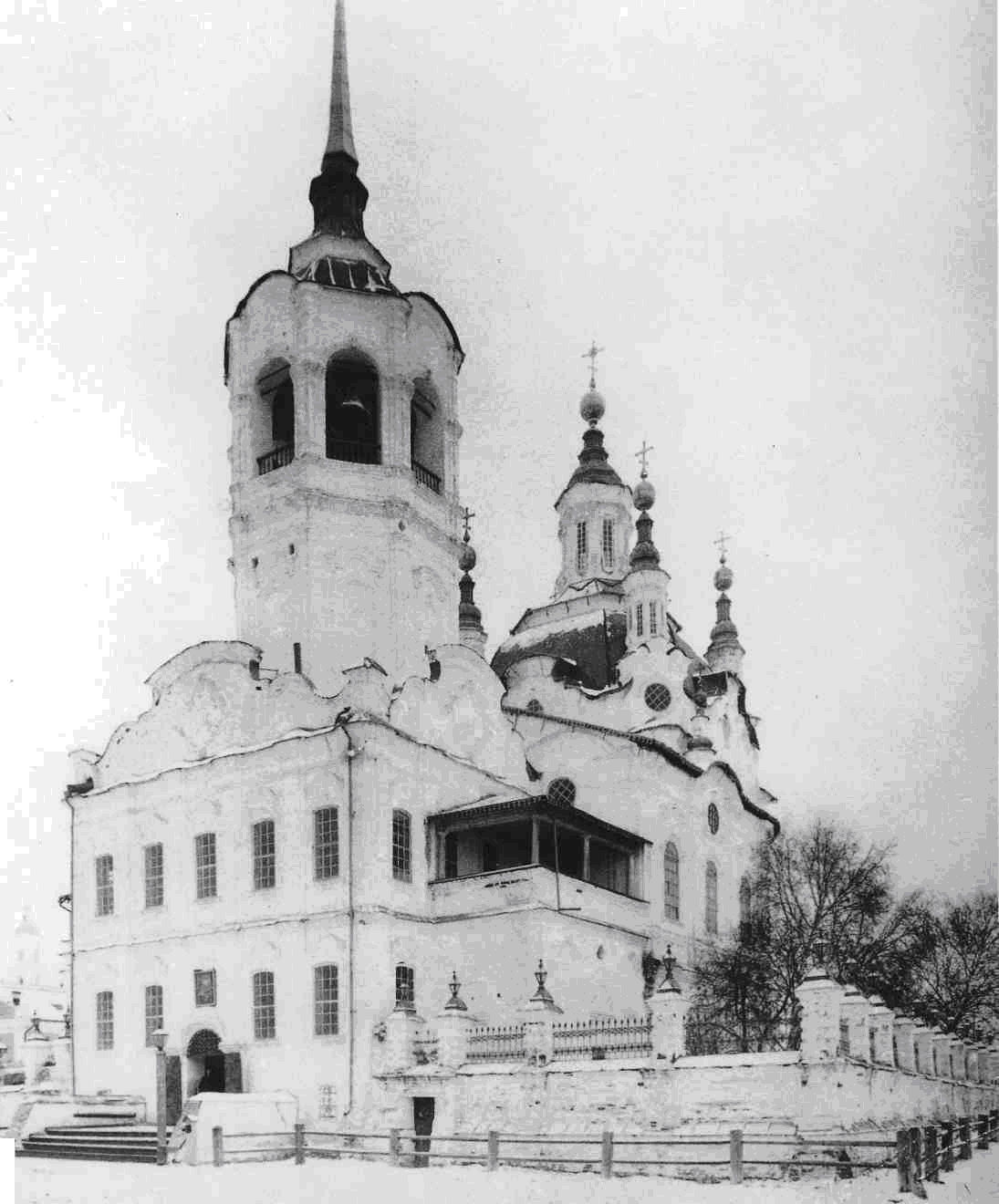
Церковь Захарии и Елизаветы. Конец XIX века.